# Carvallar

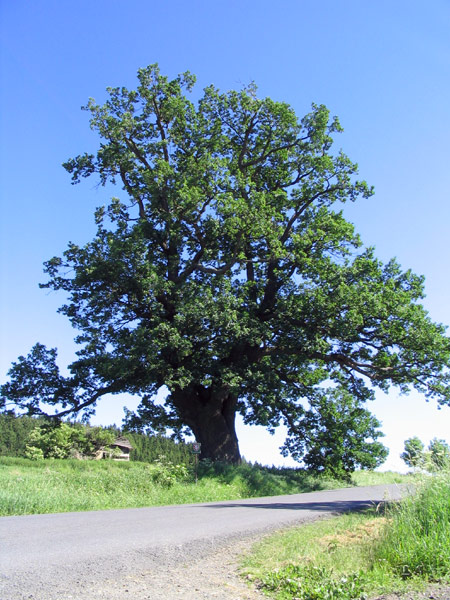
Roble o carballo (Quercus robur).

Carvallar es la denominación castellana para el término gallego carballeira, que el DRAE define como robledal. En las carballeiras la especie dominante es el carballo (Quercus robur). Constituyen la vegetación climatófila oligótrofa del piso colino y montano inferior de la Iberia eurosiberiana, siendo en Galicia donde gozan de mayor presencia. Sin embargo, quedan muy pocos retazos en buen estado de conservación de los que se pueda deducir su estructura y composición florística.
Su localización en suelos buenos, transformables en prados de siega o pastizales y la gran calidad de la madera del roble para la construcción naval han propiciado su destrucción generalizada. Debido a su extraordinaria resistencia a la humedad y la frecuencia de los robles retorcidos, que facilitaban la elaboración de las cuadernas de los barcos, muchos robledales fueron conceptuados como montes de la Marina y explotados intensamente en aras del interés estratégico-militar.
Las carballeiras se asientan normalmente sobre suelos ácidos evolucionados a partir de rocas de tipo esquistoso, cuarcítico o gneístico y muestran menores exigencias en nutrientes que los hayedos o bosques mixtos de frondosas con los que a menudo contactan.
El carballo es una especie algo más heliófila que el haya y otros caducifolios del bosque mixto, por lo que soporta una deshidratación algo más acentuada. A ello contribuyen directamente sus hojas ligeramente más xeromorfas y mejor conductividad de sus vasos e, indirectamente, su tolerancia ante los suelos poco aireados y mal drenados, donde dispone de agua sobreabundante.